# Rebecca Shankland
Rebecca Shankland, née le 9 août 1977 à Châtenay-Malabry, est une psychologue clinicienne et essayiste française, connue principalement pour ses travaux sur la psychologie positive et la psychologie du développement.
Elle est professeure des universités au sein du Département de psychologie du Développement, de l’Éducation et des Vulnérabilités de l'Université Lumière Lyon 2 et membre de l'Institut Universitaire de France.

## Biographie
Rebecca Shankland naît le 9 août 1977.

### Formation
Rebecca Shankland obtient un diplôme d’études approfondies de psychologie clinique et psychopathologie à l'Université Paris-Descartes en 2003. Elle réalise son doctorat en présentant en 2007 une thèse intitulée Adaptation des jeunes à l'enseignement supérieur : les pédagogies nouvelles : aide à l'adaptation ou facteur de marginalisation ? à l'Université Paris 8 sous la direction du professeur Serban Ionescu.

### Carrière
Elle commence sa carrière en tant que maîtresse de conférence en 2008 au sein du Laboratoire interuniversitaire de psychologie de l'Université Grenoble Alpes,. Elle soutient son habilitation à diriger des recherches en 2019 à l'Université Grenoble Alpes sous la supervision de la professeure Céline Baeyens. Elle est également membre de l'Institut Universitaire de France.

## Travaux
Ses recherches portent sur la psychologie positive et la psychologie du développement et à ce titre son expertise elle est régulièrement sollicitée par les médias,,,,,,,.

### Vulgarisation et communication grand public
Dans les années 2000, Rebecca Shankland lance avec l'éditeur La Martinière jeunesse, une série de livres destinée à la jeunesse sur le thème des troubles du comportement alimentaire.
En 2016, son essai Les pouvoirs de la gratitude, publié chez Odile Jacob est bien accueilli par le public et la presse,,.
Elle co-rédige également un livre avec Christophe André intitulé Ces liens qui nous font vivre. Éloge de l’interdépendance, publié en 2020, toujours chez l'éditeur Odile Jacob,. Elle est invitée sur différents médias pour le présenter,.

## Publications

### Publications jeunesse
- La Boulimie : sortir de l'engrenage  (ill. Yan Werhling), La Martinière jeunesse, 2004
- Anorexie : sortir du tunnel  (ill. Soledad Bravi), La Martinière jeunesse, 2008
- L'Anorexie : un guide pour comprendre  (ill. Jacques Azam), La Martinière jeunesse, 2018

### Autres publications
- La psychologie positive, Dunod, 2012
- Les pouvoirs de la gratitude, Odile Jacob, 2016
- Les troubles du comportement alimentaire, Dunod, 2020
- Ces liens qui nous font vivre : éloge de l'interdépendance, Odile Jacob, 2020, avec Christophe André
- S'initier à la psychologie positive, Eyrolles, 2021, avec Marine Paucsik et Jean-Baptiste Baudier
- Anglais pour psychologues, Dunod, 2022, ouvrage collectif sous la direction de Laurence Masse, Rébecca Shankland, Wendy Pullin, Edward Hughes